# Wagenhausen (Rhénanie-Palatinat)
Pour l’article homonyme, voir Wagenhausen.
Wagenhausen est une municipalité allemande située dans le land de Rhénanie-Palatinat et l'arrondissement de Cochem-Zell.